# Први српско-турски рат
Први српско-турски рат 1876—1877. (у народу познат и као Јаворски рат) се водио између Османског царства и Кнежевине Србије након устанка у Херцеговини који је избио 1875. Српска војска није била успешна у окршају са Турском током овог рата. После првих сукоба са турском војском претрпела је поразе на Јужној Морави, код Ђуниса и Делиграда. Са Црном Гором није била развијена ратна стратегија. Први српско-турски рат завршен је миром који је потписан у Цариграду 28. фебруара 1877. године. Србија је задржала све своје територије које је имала пре рата.

## Позадина
Моћ Османског царства је почела да опада након неуспешног Великог турског рата и све је више сматрано „болесником на Босфору“. Са престанком освајачких ратова у државну благајну је престао да се слива новац, већ су се из ње морали финансирати одбрамбени ратови. Све учесталији порази и расипништво гурали су државу из кризе у кризу. Спахије се низу одазивале у султанове позиве за рат, а своја имања добијена за време служења војске — спахилуке - су претварали у наследна добра — читлуке. Јаничари су почели да се жене и баве трговином, па је у војсци долазило до сукоба. Дугогодишња криза државе отворила је Источно питање.
Реформски напори султана Селима III и Махмуда II нису уродили плодом због губитака територија. Русија је анектирала Крим и Грузију и загосподарила Црним морем, Србија је изборила своју унутрашњу аутономију кроз Први и Други српски устанак, Грчка је 1829. изборила независност, Француска је 1830. запосела Алжир, док се Мехмед Алија 1840. изборио за велику аутономију Египта. Црна Гора је добила проширење и територијално разграничење са Османским царством.
Уједињеном Краљевству и Француској је одговарало опстанак слабог Османског царства, јер би на тај начин зауставили Русију. Ове две државе су пружиле помоћ Османском царству против Русије у Кримском рату 1856.

### Устанци у Босни и Херцеговини
Устанци у Босанском и Румелијском ејалету су избијали због социјалних и националних разлога. Омер-паша Латас је скршио отпор босанских бегова. Ипак, њиховим примирењем није укинут феудализам, већ је држава почела да убира намете које су раније узимале спахије.
У Херцеговини је 1852. избио устанак Луке Вукаловића који је уз прекиде трајао до 1862. У Босни је избио устанак 1857. на челу са Петром Поповићем Пецијом, који је угушен следеће године. Немири су натерали Порту да 1859. донесе Саферску наредбу за Босански пашалук. Сељак је по њој био дужан да плаћа трећину, док су бегови били дужни да дају земљу на обраду. Бег није располагао сељаком и он је могао напустити феудалца. Ипак, оваквим стањем нису били задовољни ни феудалци ни сељаци.
Националну свест Срба у Турској будио је рад Илије Гарашанина. Скоро сви истакнути прваци су долазили у Београд, где су добијали помоћ и савете.

## Невесињска пушка
Напад хајдука на турски караван код Невесиња у лето 1875. је узбунио целу Херцеговину, а устанак се потом проширио и на Босну.

## Руски добровољци у Српско-турском рату (Моравски фронт)
У лето 1876. године генерал Михаил Черњајев долази у Србију са неколико хиљада добровољаца, где добија српско држављанство и постаје главнокомандујући српске војске на Моравском фронту. Пошто је Алексинац био важно чвориште на путу турске војске, у околини је и било јаче утврђење српске војске. Најзначајнија победа, битка на Шуматовцу, коју је предводио генерал Черњајев са српском војском (поред руских било је и италијанских и бугарских добровољаца), била је тешка али српске позиције су одлучно одбрањене. Губици српске војске су били око 9000 људи (35 руских официра) а турски од 15000 до 20000 људи.
Тих дана у биткама око Алексинца исказана је велика пожртвованост српских војника који су одбили небројене нападе турске војске, где су се истицали и пуковник Комаров, пуковник Протић, мајори Поповић и Глишић који су касније и унапређени. У бици код Адровца је погинуо и пуковник Рајевски (прототип Вронског у Толстојевом роману Ана Карењина).
Краљ Милан Обреновић је уз честитку и велику захвалност за добијену битку, главнокомандујућем Моравско-тимочке војске, генералу Черњајеву, доделио највиши степен Таковског крста (који је тада установљен).
- Композиција Словенски марш је инспирисана догађајима из Српско-турског рата, 1876. године, када се велики број руских добровољаца борио на страни Срба. Словенски марш или Српско-руски марш у Бе-молу, оп. 31. је музичка композиција руског композитора Петра Чајковског.

У овим биткама је учествовао и бригадни генерал Хенри Мекајвер који је такође добио Таковски крст.

## Супротстављене снаге

### Српска војска
Српска војска, која је у основи била народна (милицијска), без потребне обуке, дисциплине и кохезије, састојала се од I, II и III класе (према старости обвезника). Попуњавана је по територијалном принципу. Сваки административни округ давао је по једну бригаду I и II класе и по батаљон III класе, а пожаревачки округ двоструко више, укупно 36 бригада и 18 батаљона, обједињених у 6 дивизија (Дунавска, Шумадијска, Јужноморавска, Дринска, Тимочка и Западноморавска). Свака дивизија имала је три бригаде I класе и три II класе, коњички пук, артиљеријски пук (три батерије по 8 топова), пионирски батаљон, болничку чету, 4 батерије и комору. Стајаћу војску чинила су два батаљона пешадије, два ескадрона коњице, два батаљона инжињерије, 8 пољских и 4 брдске батерије (укупно око 5.000 људи). До објаве рата 30. јуна 1876. мобилизација, концентрација и стратегијски развој српске војске били су завршени: укупно је мобилисано 124.000 људи (162 батаљона пешадије и 21 ескадрон коњице) и 160 топова, без тврђавске артиљерије и 18 батаљона III класе. Поред тога, пред рат је дошло око 5.000 добровољаца, највише Срба из Турске и Аустрије, затим Руса, Бугара и Италијана.

#### Наоружање и опрема
Наоружање српске војске било је застарело: пешадија I класе наоружана је острагушама Пибоди, II класе острагушама Грин, III класе старим руским и белгијским спредњачама, коњица сабљом и застарелим карабином (система Грин и Пибоди), а артиљерија застарелим топовима Ла Ит (фр. La Hitte). Официри народне војске и коњица стајаће војске имали су белгијске револвере Франкот модел 1871.
Од одела I класа добила је блузу, шињел, чакшире и шајкачу, II класа само шињел и шајкачу, а III класа је ратовала у свом оделу. Опанак је била обућа за целу војску. Комора је била на товарним коњима и колима с коњском и воловском вучом.

### Турци
Турска војска одређена за рат  против Србије имала је 153 батаљона пешадије, 192 топа, 62 ескадрона коњице и 12 пионирских чета, укупно око 133.000 војника и 20.000 башибозука. У Босни је концентрисано 25.000 војника, Код Сјенице и Нове Вароши 15.000, Новог Пазара 18.000, Видина 15.000 и Ниша 35.000 војника, а очекивало се појачање од 25.000 војника из Бугарске и Тракије. Турски ратни план предвиђао је главним снагама офанзиву од Ниша правцем Алексинац-Параћин.

#### Наоружање и опрема
Главнина турске војске била је стајаћа (професионална) и савремено опремљена за оно време. Пешадија је била наоружана британским острагушама Мартини-Хенри, а артиљерија немачким топовима Круп. Оделом и осталом опремом турска војска била је знатно боље снабдевена од српске.

## Ратне операције

### Разграничено војиште
Непосредно пред почетак операције, у време концентрације и развоја војске, на захтев српске владе измењен је концепт ратног и операцијског плана. Уместо да се предузме одлучна офанзива са већином снага на Моравском војишту, одлучено је да се предузму нападна дејства на свим војиштима па је, ради тога, наређено прегруписавање трупа које су већ биле у покрету према раније усвојеном плану концентрације. Такав заокрет у примени већ усвојеног ратног плана сведочи не само о недопустивом мешању политичара као нестручних лица у вођењу ратних операција, већ и о неодмереним политичким амбицијама владе, с обзиром на ограничене могућности војске и земље, у којима се, истина, огледала општа тежња читавог српског народа да се ослободи Босна, Стара Србија и Рашка област, као и утицај схватања о великом стратегијском значају Рашке области и Старог влаха где се налазила турска војска која је Рашку област држала као тампон зону између Србије и Црне Горе. Дакле, идеја о ослобођењу Рашке области, које би омогућило одсецање Босне од Истанбула и источних области турског царства и омогућило спајање Србије и Црне Горе, толико је била снажна у Србији да су том циљу били подређени готово сви други циљеви рата. Та идеја била је присутна у мислима свих Срба.
На историјском Делиграду 30. јуна кнез Милан је пред војском у свечаној објави рата Турској прочитао војницима: '"На нас је из веома дугачке прокламације највише подејствовао онај став где се објављује да Србија ступа у рат у савезу са братском нам Црном Гором. Дакле, од Косова раздвојени, ево нас опет да се под једном српском заставом боримо за слободу и уједињење свега српског народа на Балканском полуострву. Нека је са срећом да Бог да!"'
Пишући о свечаној објави рата Турској, коју је кнез Милан прочитао пред војском на историјском Делиграду, 30. јуна, Сава Грујић је записао: "На нас је из веома дугачке прокламације највише подејствовао онај став где се објављује да Србија ступа у рат у савезу са братском нам Црном Гором. Дакле, од Косова раздвојени, ево нас опет да се под једном српском заставом боримо за слободу и уједињење свега српског народа на Балканском полуострву. нека је са срећом да Бог да!"
Нажалост, извршена измена у ратном и операцијском плану пореметила је читав ратни концепт српског Генералштаба. То је био главни узрок неуспелих напада српске војске на нишком, дринском и ибарском правцу.
Архимандрит Нићифор Дучић, командант добровољаца на јаворском фронту
Србија је објавила рат Турској 30. јуна 1876, пошто су мобилизација, концентрација и стратегијски развој српске народне војске успешно извршени. Укупно је мобилисано 162 батаљона пешадије, 36 батерија, 21 ескадрон коњице (око 124.000 људи и 160 топова) оперативне војске, уз још око 5.000 добровољаца. Српске снаге биле су подељене на четири одвојена ратишта: Моравска војска (71 батаљон, 17 батерија и 15 ескадрона, укупно око 67.000 људи) имала је задатак да напредује долином Јужне Мораве и заузме Ниш, Тимочка војска (34 батаљона, 6 батерија и 2 ескадрона, укупно око 20.000 људи) имала је да продре у Бугарску, Ибарска војска (32 батаљона, 6 батерија и 2 ескадрона, укупно око 25.000 људи) имала је да продре у Санџак и заузме Нови Пазар и Сјеницу, док је Дринска војска (12 батаљона, 4 батерије и 1 ескадрон, укупно око 11.500 људи) требало да брани границу на Дрини.

### Дрински фронт
Дана 2. јула 1876. године, све четири главне српске војске прешле су границу на отоманску територију, надајући се да ће подстаћи масовни устанак хришћанског становништва. Међутим, локална подршка српским ослободиоцима од османске власти углавном је изостала: укупно се српској војсци придружило не више од 3.000 хришћанских устаника, што није било довољно да направи разлику.
На западној граници, српска војска од око 20.000 људи прешла је Дрину и упала у Босну, али није успела да заузме Бијељину и после неколико дана се повукла назад у Србију, где је остала у дефанзиви до краја рата.

### Тимочки фронт
На источној граници, српска Тимочка војска (око 25.000 војника) упала је у османску Бугарску и напредовала на Кулу, али је предухитрена од стране османске војске из Видина (око 10.000 војника), која је потом прешла у офанзиву на српску територију и заузела Велики Извор код Зајечара (3. јула). Тимочка војска је тако одмах принуђена да пређе у дефанзиву, а српска Врховна команда послала је наређење Моравској војсци(око 68.000 људи), да је појача, прекинувши главну српску офанзиву на јужној граници, према Нишу, после само неколико дана. Међутим, српски покушај да потисне Османлије на источној граници тешко је поражен у бици код Великог Извора (6-11. јул).

### Моравски фронт
После османске победе у бици код Великог Извора, српска Тимочка и Моравска војска су потиснуте (15. јул – 6. август), а османске снаге заузеле су Зајечар и Књажевац. Међутим, турска источна војска није била у могућности да се даље пробије у ужу Србију на источном фронту, због веома неравног и непроходног планинског терена источне Србије. У ствари, иако су Османлије успешно заузеле долину Тимока, једини пут одатле у остатак Србије водио је преко два планинска превоја (Честобродица и Бованска клисура код Сокобање), које је српска Тимочка војска већ била утврдила и посела за одбрану. Дакле, главна османска војска (око 60.000 војника) морала је да нападне са југа, из своје главне базе у Нишу, долином Мораве.
Међутим, српску јужну границу и долину Мораве бранили су јако утврђени градови Алексинац и Делиград, који је био база главнине српске војске, од око 68.000 војника, са више од 100 топова. Тако је први османски напад на Алексинац (23. августа) био снажно одбијен у Шуматовачкој бици. Схвативши да су главна српска утврђења у Алексинцу (на источној обали Мораве) била превише јака да би се заузела фронталним нападом, османска команда је послала највећи део својих снага на западну обалу Мораве, где су српска утврђења била слаба и удаљена једна од других. Таквом стратегијом, на западној обали Мораве османске снаге су успешно потукле српску војску у биткама код Адровца (1. септембра), Кревета (1. октобра) и Великог Шиљеговца (19. октобра). После пада Ђуниса 29. октобра, последњег српског утврђења на западној обали Мораве, српски јужни фронт је практично пробијен. Управо у том тренутку интервенисала је влада Руског царства, поставивши ултиматум Порти да Србији и Црној Гори одобри примирје у року од 48 сати или да се суочи са руском војном интервенцијом. Такво примирје у трајању од два месеца одобрено је 1. новембра 1876. године и продужено до 1. марта 1877. године, када је потписан дефинитивни мировни уговор између Османског царства и Кнежевине Србије. Уговор је сачувао статус кво.

### Ибарски (Јаворски) фронт
Српска Ибарска војска од око 11.500 људи кренула је на Сјеницу и Нови Пазар, али је поражена у првој бици на Калипољу и принуђена да се повуче на планину Јавор, где је водила неколико одбрамбених битака до краја рата.
У обимној литератури о Српско-турским ратовима 1876 — 1878. године подробно су реконструисане операције на свим војиштима, посебно борбе на Јаворском фронту. Већ и та чињеница сведочи колики је значај придаван ослобођењу Рашке области, колики је њен стратегијски значај. После извршених измена у плану концентрације, на Ибарском војишту Срби су концентрисали 24.000 бораца за ослобођење Рашке области под називом „Ибарска војска“ и под командом генерала Фрање Заха.
Ибарска војска била је подељена у три колоне:
Главна колона одређена је за операције под непосредном командом генерала Заха на правцу Јавор - Сјеница;
- Помоћна колона - три добровољачка батаљона под командом архимандрита Нићифора Дучића за ослобођење Старог Влаха на правцу Увац - Нова Варош;
- Лева колона, у долини Ибра, на правцу Рашка - Нови Пазар под командом потпуковника Илије Чолак Антића.

На том војишту Турци су имали један и по пут јаче снаге (око 33.000 људи) и то:
- код Сјенице и Нове Вароши 15.000 бораца под командом Муктар-паше, и
- код Новог Пазара 18.000 војника под командом Мехмед Али-паше.

Концентрацију турских снага на Ибарском војишту, које је и за Турке у том рату било споредно војиште, показује да су Турци придавали огроман значај одбрани „босанске уаде“. Будући да су Турци имали уређене положаје за одбрану и надмоћнију снагу од Срба на том војишту, српске трупе нису имале реалне шансе да постигну озбиљнији оперативни успех. Тако се и догодило. Једино је архимандрит Дучић са својим добровољцима имао леп успех продором од Увца према Кокином Броду и Новој Вароши које је ослободио. Дучић је први српски командант који је пресекао турски „босански пут“ преко Рашке области. Али осим тог дивног подвига за понос и песму, успех Дучићевих добровољаца није се дубље одразио на ток ратних догађаја у Рашкој области.
Главна колона под командом генерала Заха, која је нападала преко Сјеничког поља, поражена је већ првог дана, јер се упутила преко отвореног Сјеничког поља, усред дана право на утврђене турске положаје на Калипољу без потребне артиљеријске заштите и чврсто организованог садејства ангажованих јединица. Зах је у тренутку када се српска пешадија поколебала, ушао у стрељачки строј да је осоколи. Под њим су Турци, чак, пушчаним метком убили коња. Он је и даље храбрио војнике. Али, све је било узалуд. Напад преко Сјеничког поља је пропао. Јова Ристић је с разлогом свалио кривицу на Фрању Заха за неуспех напада Ибарске војске на сједничком правцу, али је претерао када је за њега рекао да му је „стран војнички занат“, мада му је било познато, као водећем министру у ратној влади Србије, да је Фрањо Зах основао Војну академију (Артиљеријску школу), да је био први начелник Генералштаба и председник Ратног савета и да је са тих положаја дао велики допринос изградњи и припреми официрског кора и српске војске за рат.

#### Неуспела српска офанзива
Колона која је упућена преко Рашке на Нови Пазар, одступила је пре него што је ушла у борбу. Једна мања колона, коју је уз Ибар предводио капетан Михаило Илић, постигла је известан успех, али се и она убрзо повукла на полазни положај због повлачења главне колоне са новопазарског правца, јер је остала усамљена у дубини непријатељског распореда. На неуспех Ибарске војске у целини утицало је и то што је изостало садејство између српске и црногорске војске у току операција у Рашкој области, будући да је црногорски књаз Никола упутио главнину своје војске у Херцеговину да прошири своје границе у Херцеговини и према средњем Јадрану, пошто је уговором о савезу са Србијом обезбедио знатне територијалне добитке у тој области.
Пошто је српска офанзива на Ибарском фронту пропала, јер није добро ни вођена, Турци су прешли у противнапад с циљем да се преко Јавора и долином Моравице, пробију према Чачку, у долину Западне Мораве, и угрозе позадину главних српских снага на Моравском војишту.
Српске снаге на Ибарском фронту су се, благодарећи храбрости и вештини команданата какви су били мајор Михаило Илић, потпуковници Петар Борисављевић и Јеврем Вукосављевић, прибрале и у вишемесечним борбама сузбиле све турске нападе и покушаје продора у долину Западне Мораве, тако да су одржале линију фронта у зони граничних планина. Тако је, дакле, Ибарска војска одбранила границу на Јаворском фронту и заштитила позадину војске на главном војишту, те тако испунила онај задатак који је одговарао њеној снази и адекватном задатку у том рату против Турске.
Неуспех Ибарске војске донекле стоји и у вези са изостанком садејства Црногорске војске. Наиме, пре закључења уговора о савезу између Србије и Црне Горе, књаз Никола је, за улазак Црне Горе у рат, тражио и добио 40.000 од 70.000 дуката, колико је Србија имала готовине. Према Уговору о савезу између две српске кнежевине, који је 16. јуна закључен у Млецима, подразумевало се и оперативно садејство две братске војске. Међутим, на захтев књаза Николе Петровића, назначена је линија разграничења између војишта српске и црногорске војске у старовлашкој области. Пошто је уговором осигурао део територије у новопазарском Санџаку, кнез Никола је окренуо своју војску да заузме Херцеговину и јужни део Далмације. Тако је, због посебних политичких калкулација и амбиција, угрожен успех у рату обеју кнежевина не само на Ибарском војишту него и у читавом рату.
Тада је пропуштена прилика да се пресецањем турског „босанског пута“ ослободи Рашка област или бар Стари влах пре него су се Аустроугарска и Русија споразумеле о исходу Српско-турског рата.

## Рајхштатски споразум
Наиме, српска офанзива на Ибарском војишту почела је и неуспешно се завршила 7. јула, а састанак аустроугарског цара Франца Јозефа и руског императора Александра II и њихових министара Андрашија и Гочакова одржан је у Рајштатском дворцу у Чешкој 8. јула. Они су се тада договорили да се ограниче резултати Српско-турског рата, пошто је Аустроугарска одбила руски меморандум 1875. године да се српском народу у Босни и Херцеговини да аутономија. Русија је била приморана, будући да није могла да присили супарницу на позитиван однос према њеном предлогу и придобије друге гарантне силе (коалиционе партнере из Кримског рата) да је подрже, да иде на компромис са Аустроугарском. До тада је Русија у Источном питању тежила да иде заједно са Аустроугарском. Али када је ова исказала посебне интересе, Русија је у датим околностима схватила да привремено мора ићи на уступке и да у решавању Источног питања и ослобођења словенских народа турске власти неће моћи да иде са Бечом на Истанбул, како је до тада мислила, већ да ће морати кренути обрнутим путем: преко Истанбула на Беч, тј. прво се обрачунати са Турском па са Аустроугарском да би остварила своје стратегијске циљеве у тренутку распада турске империје. У Бечу су добро уочили тежњу Русије да реши Источно питање према својим интересима, али и њену тренутну немоћ за самосталну акцију, као и сопствену незгоду да се оштро супротстави Русима, па су се у таквим околностима два цара договорила у Рајхштату да се ограниче резултати Српско-турског рата тако да не буду превише окрњени интереси ни једног од партнера.
О Рајхштатском споразуму два цара сачуване су две забелешке: грофа Андрашија и кнеза Горчакова. У забелешкама обојице министара стоји да су се цареви договорили да се „у садашњем тренутку“ обе стране придржавају „принципа немешања“, затим да се не допусти ни победа ни пораз зараћених страна.У случају успеха Турске договорено је да ће се обе државе заложити да се „васпостави статус кво“ у Србији, а у Босни и Херцеговини да се спроведу административне реформе. У случају, пак, српске победе и распада Турске, у шта је мало ко веровао, обе стране су се обавезале да „неће помоћи образовање велике словенске државе“ на Балкану. Што се тиче осталих тачака споразума које се односе на ограничење резултата и последица евентуалне српске победе, њихове интерпретације знатно се разликују: према забелешци Горчакова, Аустроугарска је под притиском Русије пристала на увећање Србије и Црне Горе тако што је Србија требало да добије „извесне делове Старе Србије и Босне", а Црна Гора целу Херцеговину и луку на Јадранском мору. Ова тачка у Андрашијевој забелешци у односу на Србију интерпретирана је на сличан начин, док је за Црну Гору наведено да је било предвиђено да добије само један део Херцеговине без помињања луке на Јадрану. Даље, у Андрашијевој забелешци стоји: „Остали део Босне и Херцеговине анектираће Аустроугарска", док у забелешци Горчакова стоји да је Аустроугарској признато право да анектира само „турску Хрватску и неке делове Босне, који се граниче с њом, према плану који ће бити накнадно утврђен“. У руској забелешци нема ни помена о сагласности да Аустроугарска анектира Херцеговину. За случај потпуног распада Турске, у руској забелешци наведено је да Румунија и Бугарска постану независне кнежевине, а у Андрашијевој забелешци да постану аутономне покрајине Турске и да такву аутономију добије и Албанија, док се у Руској забелешци Албанија уопште не помиње, итд.
Рајхштатски споразум најречитије сведочи о међународном положају двеју држава чији су се суверени састали у Чешкој на почетку Српско-турског рата. Аустроугарска, имајући Немачку иза себе, могла је да присили Русију на крупне уступке, док је Русија, да би избегла сукоб са новом коалицијом с каквом се тукла у Кримском рату, морала да попушта не само на штету Јужних Словена, већ и на уштрб својих битних интереса. Ипак, тај споразум омогућавао је Србији и Црној Гори, уз мало више ратне среће, да прошире своје границе. Али је, исто тако, спасавао Србију и Црну Гору од евентуалног пораза у рату против Турске за случај неуспеха њихових војски на бојном пољу. Наиме, тај споразум омогућио је Русији да после продора Турака на Моравском војишту и пада Ђуниса, када је ратна срећа потпуно прешла на турску страну, интервенише у корист Србије. На ултимативан захтев руског цара Александра II Порти, примирје је склопљено 1. новембра 1876. године. Турска је морала да прекине ратне операције и закључи примирје. Црна Гора је била укључена у примирје, али су преговори о миру вођени посебно. Тако је Србија потписала мир 28. фебруара 1877. године са Турском на бази "status quo ante bellum". Преговори са Црном Гором су настављени до 24. априла 1877. године, када је Русија објавила рат Турској, а два дана касније исто је учинила и Црна Гора.

## Статистика Српско-црногорско-турског рата
| Страна              | Популација 1876 г. | Снаге   | Мртви | Рањени | Умрло од глади и болести |
| ------------------- | ------------------ | ------- | ----- | ------ | ------------------------ |
| Кнежевина Србија    | 1 600.000          | 100.000 | 877   | 2 999  | 1534                     |
| Књажевина Црна Гора | 115 000            | 28 000  |       |        |                          |
| Укупно              | 1 715 000          | 128 000 | 5877  |        |                          |
| Османско царство    | 41.000.000         | 139 000 | 1 000 |        | 2000                     |
| Укупно              | 42 715 000         | 267 000 | 6877  |        |                          |

## Галерија
- Илустрација униформе српског војника 1876.-1878.
- Униформа српског војника 1876.-1878.
- Српски војник 1876
- Сабља династије Обреновић са мотом династије на латинском исписаном на сечиву
- Илустрација српске војске из српско турског рата, плава шајкача, тамно смеђа униформа и плаве чакшире.
- Српски војници и официри 1876., шајкача и чакшири су плаве боје, а блуза тамно смеђе.
- Турски војници.
- Капа српских официра за време српско турског рата.
- Спомен-гробље на Јавору.
- Српско војно особље посећује манастир
- Српска артиљерија
- Црвени Крст прелази Мораву током битке за Алексинац
- Битка код Бабине Главе